# Rebekah Brooks
Pour les articles homonymes, voir Wade.
Rebekah Brooks (née Rebekah Mary Wade le 27 mai 1968 à Warrington dans le comté de Cheshire, Angleterre) est une journaliste britannique. Elle dirigeait la rédaction du tabloïd anglais The Sun, l'un des journaux appartenant à Rupert Murdoch. Le 23 juin 2009, News Corp annonce sa nomination au poste de directrice générale de News International, la maison mère des journaux britanniques de News Corp The Sun, The Times, News of the World et thelondonpaper. Elle en démissionne le 15 juillet 2011 à la suite des protestations liées au scandale du piratage téléphonique par News International. Deux jours plus tard, elle est inculpée par la police britannique pour entrave à la justice dans le cadre de cette affaire,. Elle est totalement blanchie début juillet 2014 et réintégrée en septembre 2015.

## Sa carrière
- revue L'Architecture d'aujourd'hui, Paris
- Eddie Shah's Messenger Group
- passage à la Sorbonne[7]
- 1989 : News of the World
- 1998 : The Sun
- 2000 : dirige la rédaction de l'hebdomadaire News of the World
- 2003 : prend la direction du quotidien The Sun
- 2009 : prend la tête de News International
- 2011 : démissionne comme directrice de rédaction de News International